# Мутте, Луи
Луи Гийом Мутте (фр. Louis Mouttet; 6 октября 1857, Марсель — 8 мая 1902, Сен-Пьер (Мартиника)) — французский колониальный чиновник, государственный деятель, губернатор Берега Слоновой Кости (1898), губернатор Французской Гвианы (1898—1901), губернатор Мартиники (1901—1902).

## Биография
Родился в семье французских гугенотов скромного достатка. С молодости придерживался крайне радикальных социалистических взглядов. Печатался в левой прессе, в частности, в британском журнале «Socialist Review». Сотрудничал с Бенуа Малоном.
Изучал право в Париже, некоторое время работал в редакции газеты La Patrie. Позже — секретарём Исторического общества Парижа. При поддержке Феликса Фора в 1886 году поступил на французскую колониальную службу. В мае 1887 года был отправлен в Сенегал. Благодаря своей инициативе и способностям быстро получил повышение и назначен министром внутренних дел колонии. В мае 1889 года был переведен во Французский Индокитай на должность начальника администрации генерал-губернатора. В 1892 году назначен министром внутренних дел Гваделупы. В 1894 году переведен на ту же должность в Сенегале.
Став исполняющим обязанности губернатора Сенегала в 1895 году, руководил объединением Сенегала, Французского Судана, Гвинеи и Берега Слоновой Кости в колонию Французская Западная Африка.
В конце 1898 года получил повышение на должность губернатора Французской Гвианы. В октябре 1900 года назначен губернатором Мартиники.
7 мая 1902 года приехал в г. Сен-Пьер (Мартиника), чтобы самолично расследовать донесения о повышенной активности вулкана Монтань-Пеле и решить, какие меры необходимо принимать (возможно, эвакуировать город). В момент извержения вместе с супругой и сопровождающими его лицами, как раз оплывали вулкан на лодке, чтобы посмотреть на волнения поближе. Извержение произошло внезапно. Из вулкана вырвалось 2 облака сероватого цвета, состоящих из распылённой лавы, паров и газов, которые по всем направлениям бороздили молнии. Пирокластический поток с грохотом устремился по склону горы на город Сен-Пьер, расположенный в 8 км от вулкана. Поток раскалённых газов и пепла за несколько минут снёс до основания цветущий город и уничтожил в гавани 17 пароходов, стоящих у причала. Всё население (около 28 тыс. человек) погибло от раскалённых газов, деревья были вырваны ураганом и сожжены. Тогда же погибла французская правительственная комиссия вместе с Луи Мутте. Их просто сварило заживо в перегретом пару.